# Motopi
Motopi – wieś w Botswanie w dystrykcie Central. Według spisu ludności z 2011 roku wieś liczyła 1340 mieszkańców.